# 타블로의 스탠퍼드 대학교 학력 위조 논란

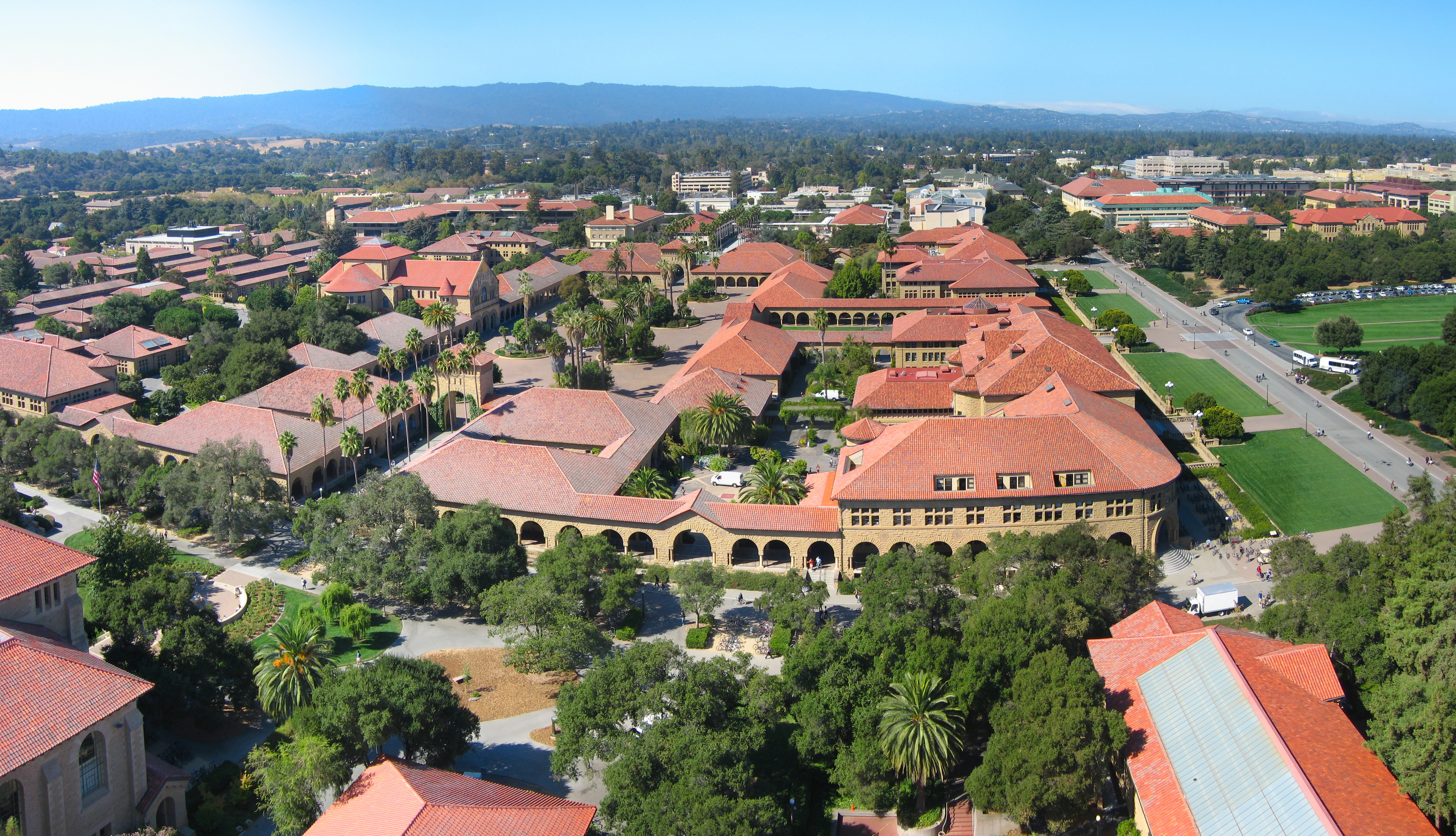
스탠퍼드 대학교 캠퍼스

이 문서는 힙합 그룹 에픽하이에서 활동하고 있는 타블로의 학력에 관한 논란과 그에 대한 반박에 관한 내용이다. 타블로는 데뷔 초기부터 스탠퍼드 대학교 석사 출신이라고 밝혀 주목을 받았다. 이에 대해 인터넷 카페 '《타블로에게 진실을 요구합니다》(타진요)' 회원등을 중심으로 일부 누리꾼들에 의해 타블로의 스탠퍼드 석사 학력에 대한 의혹들이 제기되었다. 이후 대한민국의 유력언론들과 서울국제학교, MBC, 그리고 스탠퍼드 대학교 측에 의해 여러차례 타블로의 스탠퍼드 석사 졸업 사실이 확인되었음에도 불구하고 논란은 사그라들지 않았으며, 자료 공개와 그것들에 대한 의혹들이 끊임없이 반복된다는 점에 주목한 누리꾼들은 '온라인 게임'과 비슷하다고 하여 '타블로 온라인'이라고 부르기도 했다. 이 과정에서 명확한 근거 없이 비판하는 인터넷 마녀사냥에 대한 비판적인 시각도 제기되었다. 한편 《MBC 스페셜》은 2010년 10월 1일과, 8일에 타블로의 학력 의혹 사건과 인터넷 여론에 대해서 방송했다. 이후 사건을 수사한 경찰이 타블로의 학력이 사실이라고 밝히면서 사건이 급속도로 소강되는 모습을 보였으나, 타진요 등은 이를 받아들이지 못한다는 입장을 고수하였다. 2012년 7월 7일 법원은 타블로의 스탠퍼드 대학교 졸업 사실을 인정하며 타진요 회원 2명에 대해 징역 10월의 실형을 선고했으며 이에 대해 타진요 회원들이 항소하자 10월 12일 열린 2심에서 재판부는 실형을 내린 8명중 7명의 항소를 기각하고 나머지 한 명에 대해서는 건강상의 이유 등을 고려해 집행유예로 형종 하향 + 재판부가 지정한 책 2권에 대한 독후감 제출 명령을 내렸다. 결론은 무고한 타블로에 대한 학력 위조 논란이 타진요가 악의적으로 퍼뜨린 허위사실로 판명되었다.

## 의혹 초기
데뷔 초기부터 타블로는 스탠퍼드 영문학과에 입학해 1998년 9월부터 2002년 3월까지 코터미널과정(학석사 동시이수프로그램)을 통해 3.5년만에 학/석사학위를 받았다고 이야기해 많은 이의 관심을 불러 일으켰다. 평균적으로 스탠포드대 영문학과의 학석사 동시 이수 과정을 통해서 6년 걸리는 학/석사 과정을 3년6개월만에 졸업한 것이다. 그러나 2007년 9월에 있었던 신정아사건을 비롯한 연예인 및 유명인사의 학력 위조 논란이 대두되면서 타블로의 학력 위조 의혹이 불거지기 시작했다.
한 누리꾼이 스탠퍼드 대학교 홈페이지에서 검색한 결과 타블로의 이름이 없다며 의혹을 제기했고, 타블로는 당시 닫혀있던 자신의 미니홈피 게시판을 통해서 "FAQ 가서 확인하세요."라는 글을 올리며, 이어 언론사와의 인터뷰 등을 통해 자신의 학위 논란을 일축했다. 그럼에도 불구하고, 포털사이트를 비롯한 커뮤니티 게시판, 타블로 관련 기사에 누리꾼들은 댓글을 통해 끊임없이 의혹을 제기해왔고 그럴 때마다 별다른 대응을 하지 않았던 타블로는 다시금 불거지기 시작한 논란에 2010년 4월 28일, "자신과 가족을 허위사실로 모욕했다"고 주장하며 누리꾼을 고소하였다고 밝혔다. 논란은 사그라들지 않았고 결국 5월 11일 의혹을 제기하던 누리꾼들이 모여 《타블로에게 진실을 요구합니다(타진요)》'라는 카페를 개설하였으며, 이와 더불어 《상식이 진리인 세상(상진세)》 도 타블로 관련 의혹을 가장 활발하게 제기하는 인터넷 카페로 발전하였다. 이에 대해 타블로는 자신의 트위터를 통해 "제 이력이 검증됐는데도 모든 사실을 부정하면서 끝없이 저와 저의 부모님까지 욕하고, 날이 갈수록 더 거창한 거짓들을 꾸며내며 이젠 메일과 편지를 보내서 제 가족의 생활까지 힘들게 하는 사람들이 있습니다"라며 불편한 심기를 드러냈다. 이후에도 자신의 트위터를 통해서 “나는 당신에게 거짓말 하지 않았다. 나와 가족의 삶은 망가졌다. 다른 사람들에게 이런 일이 없길 기도한다”며 각각 한국어와 영어로 논란에 대한 심경을 작성하기도 하였다.

## 쟁점
타블로와 그의 측근들, 언론들과 스탠퍼드측은 타블로의 스탠퍼드 대학교 학력에 대해 여러 가지 검증을 해오며 문서를 공개하였으나, 논란은 사그라들지 않았고 공개된 문서가 위조되었다는 등의 의혹들은 확장되었다.
- 학력 인증서 : 6월 7일, 한 언론사가 미국 기관(NSC)에서 발급받은 타블로의 학력인증서를 공개하였으나 공개된 인증서에는 1996년 입학하여 6년 재학한 것으로 되어 있었다.[14] 이에 누리꾼들은 "1980년 생이고 어릴적 초등학교를 2년이나 쉬었다는 타블로가 1996년에 입학한다는 것은 불가능하다"며 다시금 의혹을 제기했다.[15] 6월 10일, 해당 언론사는 NSC에 전산상 입력오류 가능성에 대해 문의하여 확인서를 발급받았다며 1998년 입학한 것으로 되어 있는 수정된 학력인증서를 공개하였다.[16] 그러나 타진요측은 학·석사 졸업장에 대해서도 위조 의혹을 제기했다.[17][18][19]
- 성적 증명서 : 6월 10일 타블로는 성적표를 공개하였다.[20] 그러나 일부 누리꾼들은 증명서가 조작되었다고 주장하였으나,[21] MBC 스페셜에서 스탠퍼드 교무과에서 성적증명서를 직접 출력하는 모습을 방송하자[5] 이번에는 "1996년이면 타블로가 고등학생일때"라며 입학 년도가 맞지 않는다고 주장하였다.[22] 또한 누리꾼들은 성적표의 씰과 종이 형식이 보통 성적표와 다르다는 의혹도 제기했다.[23] 그러나 스탠퍼드의 교무과장인 토마스 블랙은 "종이증명서와 온라인 증명서의 차이"이라며 씰모양이 다른것은 문제되지 않는다고 말했다.[24] "중세문학의 발명 (The invention of Middle English Literature) 1300-1400"과목명의 올바른 숫자는 1330-1400이라는 오류 지적도 있었다.[25] 또한 타블로가 어린 나이에 고등학교 및 대학교를 졸업한 것에 대해 문제를 제기하는 사람들은 대한민국의 학교와 미국의 학교의 차이를 모르는 사람들이 자신들의 기준만으로 판단해버린 것이다. 미국의 경우 대한민국과는 달리 일정 실력에 도달하면 해당학년에 주어진 기간을 모두 채우지 않아도 상위학력으로 진급이 가능한 월반제도가 있기 때문이다. 타블로는 월반을 한 것이라고 봐야 옳다는 의견이 있다.
- 논문 : 도올 김용옥이 하버드 대학교 학력논란이 일던 시절 논문번호를 공개하여 논란을 종식시킨 것처럼[26] 타진요 회원들은 타블로의 논문번호 공개도 요구했다.[27] 그러나 타블로는 “스탠퍼드 대학의 코터미널 프로그램을 통해 3년 반 동안 학·석사 과정을 모두 마쳤으며 코터미널 과정은 매 과목 20쪽 분량의 페이퍼를 제출하고 별도의 논문은 작성하지 않는다”고 밝혔다. 그러나 누리꾼들은 타블로가 2009년 3월 동아일보 인터뷰에서 말한 "석사학위를 받기 위해 작가 에밀리 브론테와 제인 오스틴의 책을 읽고 논문을 제출해야 했어요. 하지만 그들의 책에선 재미도, 의미도 찾을 수 없었죠. 너무 하기 싫었지만, 이왕 할 일이라면 재미있게 하자고 생각을 바꿨죠. 책 자체에서 재미를 찾기보단 재미있게 논문을 쓸 수 있는 방법을 찾기 시작했어요"라고 말했던 것을 지적하며 모순이 있다고 주장했다[28] 그러나 MBC 스페셜에서 스탠퍼드 대학 영문과의 데이비드 릭슨 교수는 "5학점짜리 9가지 필수코스를 수료해 45학점을 이수할 경우 석사논문과 같은 수준으로 인정된다"라며 논문이 필요 없다고 말했다.[5][29]
- 영문과 교수의 확인서 : 6월 10일, 타블로가 수강했다고 밝혔던 영문과 교수 토비아스 울프(en:Tobias Wolff)가 조선일보에 보낸 확인서가 보도되었다.[30] 울프는 "스탠퍼드대학교와 영문학과의 기록은, 음악인 타블로로 알려진 다니엘 선웅 리(필명 다니엘 아만드 리)가 우리 학교로부터 우수 학사 학위 및 석사학위를 수여받았음을 증명합니다."라는 내용이 확인서에 있었다. 그는 "우리의 기록은 명백하다"며 타블로의 스탠퍼드 졸업 사실을 인정했다.[31] 그러나 누리꾼들은 과거 신정아 학력위조 사건에서 예일대 부학장(Associate Dean) 셔마이스터(Ms.Pamela Schirmeister)가 서명하였음에도 불구하고 학력이 위조로 드러난 예로 들며, 누리꾼들은 인증서에 기재된 울프 교수의 사인에 대해서도 '위조되었다"고 주장했다.[21]
- 동명이인 사칭 의혹 : 타블로가 '다니엘 리'[32][33]라는 사람을 사칭했다는 의혹도 제기됐는데[34] 이에 대해 MBC 스페셜은 방송에서 스탠포드 대학교의 교무 과장 토마스 블랙을 인터뷰했다. 블랙은 인터뷰에서 "다니엘과 타블로는 동일인입니까?"라는 취재진의 질문에 "만약 '이 다니엘' 군이라는 사람 자체에 어떤 변칙적인 사항이 있다면, 그런 문제를 증명하는 것은 저와는 관계없는 업무입니다."라고 대답하여 '다니엘 선웅 리'와 타블로가 같은 사람인지를 증명해줄 수 없다는 입장을 보여 동명이인 사칭가능성을 해소시키지 못했다.[35] 그러나 타블로는 '다니엘 선웅 리'라는 이름이 쓰여있는 캐나다 시민권을 공개한 바 있으며[36] 스탠퍼드 대학교의 교무과장은 "다니엘 선웅 리라는 사람은 스탠퍼드 기록에 단 한명 뿐이다. 동명이인이었다면 서류 작업이 더 복잡했을 것이다"라고 밝혔다.[37] 타진요 회원들은 캐나다 시민권의 이름이 현재의 이름과 다를 수 있다고 주장하였으며, 타블로가 99년 1월에 교통사고로 사망한 기계공학 전공 '웅 선 (Woong Sun)'이라는 대한민국 국적 학생의 명의를 도용했다는 의혹도 제기하고 있다.[38][39] 타블로의 법적 소송을 맡은 법무법인 '강호'측은 "타블로가 1992년(당시 12살)부터 '다니엘 선웅 리'라는 이름을 계속 사용하여 왔다고 강조하기도 했다.[40] MBC 스페셜 2부에서도 타블로의 스탠퍼드 성적표와, 스탠퍼드의 교무부 전산망, 캐나다 시민권에 기재된 'Daniel Seon woong Lee' 이름을 정확하게 비교하여 보도하기도 했다.[41] 그러나 방송에서 공개한 타블로의 여권이 2007년 9월 발급된 것도 일부 누리꾼들 사이에서 의혹을 불러 일으켰다. "스탠퍼드 재학 당시의 여권도 아닐뿐더러 타블로가 이미 졸업한 후 만든 여권이 과연 증거가 될 수 있겠는가"라는 것이다.[42] 2011년에 스탠퍼드 대학교의 매거진이 보도한 내용에 따르면 타블로의 동명이인인 '다니엘 리'는 2002년 스탠퍼드에서 학위를 받았지만 영문학 학사 및 석사 학위를 받은 타블로와는 달리 기계공학 전공에서 석사 학위를 받았다. 이로써 영문과에서 타블로와 동명이인은 없는것으로 결론지어졌다.[43]
- 상장의 이름 : 타블로의 상장에 적힌 이름이 '다니엘 아만드 리'라고 적힌 것에 대한 의혹도 제기되었다.[44] 그러나 이에 대해 타블로의 담당 교수였던 울프 교수는 "상장의 다른 이름은 문제가 되지 않으며 그 상장은 타블로의 것이라고 확신한다"고 증언했다.[5]
- 영어강사 활동 기간 : 타블로가 스탠퍼드 재학기간이었던 2001년 즈음에 영어강사를 했다는 점도 의혹으로 지적됐다. 이에 대해 에픽하이 1집 프로듀서였던 최재유는 "타블로가 영어 강사를 지속적으로 1년 내내 한 것이 아니라 방학 동안에 틈틈이, 졸업 뒤 몇 달간 했다. 그 기간을 합치면 1년이 된다"라고 해명했다. 타블로도 "이것 더하기 이것 더하기 이것 하면 1년이 된다"라며 같은 해명을 했다. 또한 2001년부터 2002년까지 영어 강사 활동을 했다는 오락 프로그램의 자막에 대해서도 "길게 이야기 하면 다 짤린다"라며 편집으로 인한 오해가 있었음을 밝혔다.[45] 누리꾼들은 이에 대해 스탠포드 대학 학사과정에는 '사실상' 겨울방학이라고 할만한 시간이 존재하지 않는다며, 재학시기와의 불일치를 거론했다.[46][47]
- 전공과목 수강 : 타블로가 수강했던 공대 전공과목에 대한 의혹도 제기되었다. 누리꾼들은 영문과라면 공대 전공과목을 들을 수 없다고 주장했다. 그러나 스탠퍼드의 재학생은 인터뷰에서 "타블로가 1학년 때 들었던 '공학문제와 실험적 조사'라는 과목은 1주일에 한 번씩 세미나를 수강하는 출석위주의 과목"이라며 문제가 없다고 해명했다.[48]
- 기숙사 동영상 : 타블로와 함께 생활한 케이블 TV의 앵커 '숀림'은 타블로와 기숙사 생활을 함께 하면서 촬영한 동영상을 유튜브에 올렸는데 이 동영상이 위조되었다는 주장도 제기되기도 했다. 또한 스탠퍼드 학생 뿐만 아니라 스탠퍼드 평생교육원 수료과정중에도 기숙사를 사용할 수 있다는 주장이 제기되기도 했다. 이에 대해서 '리차드 위엔' 스탠퍼드 법무부 담당자는 MBC 스페셜 제작진과의 인터뷰에서 "평생교육원 학생은 기숙사 생활을 할 수 없으며, 스탠퍼드 학생만 이용할 수 있다"고 말했다. 토마스 블랙 교무부학장도 "타블로는 평생교육원이 아닌, 정규 프로그램의 대학원생이었다"고 말했다.[41]
- 이중국적 의혹 : 관보에 따르면 타블로는 2002년 11월에 외국국적을 취득(귀화) 했다고 나오는데, 타블로가 공개한 캐나다 시민권의 발행일은 1992년이다. 또한 그의 부친 이광부가 대한민국 관보상에 외국국적취득을 이유로 한국 국적을 상실한 날짜가 1992년 11월 13일[49] 이기 때문에 약 10년간 이중국적을 갖고 있었다는 의혹이 제기됐다. 그렇기 때문에 타블로가 군입대를 해야할 나이 즈음에 병역을 기피하였다는 의혹과 함께 캐나다 시민권이 위조됐을 가능성도 제기됐다. 그러나 캐나다 대사관 측은 타블로가 공개한 시민권이 진본임을 확인해주었다. 관보에 나온 귀화 날짜가 타블로의 캐나다 시민권 취득 일자와 맞지 않는 것에 대해서도 법무부 관계자는 "외국 국적을 취득하는 순간 한국 국적이 상실된다"며 타블로가 1992년 캐나다 국적을 취득함과 동시에 한국 국적을 상실했다고 밝혔으며, 관보에 2002년에 귀화했다고 나온 이유에 대해서도 "귀화일을 정확하게 알기 어려울경우 여권 발행일을 기입하는 경우도 있다"고 해명했다.[41] 타진요 회원들은 타블로에 대해서 이중국적과, 병역기피 의혹에 대해 수사를 의뢰했으나, 법무부측은 "타블로는 캐나다 시민권을 받을 때부터 이중국적자가 아니라 아예 캐나다 국민이 된 것이다. 외국인이라 입영기피 혐의도 적용할 수 없다"며 수사 가능성에 회의적인 입장을 밝혔다.[50]
- 본적지  : 관보에 게재된 타블로의 본적지 '용답동 209번지'에 대한 의혹도 제기됐다. 이 주소는 현재 중랑천 한 가운데에 위치하고 있으며, 해당 번지수에서 국적을 상실한 사람이 무려 12명이나 된다는 점도 의혹으로 제기됐다. 이에 대해서 성동구청 관계자는 "원래 그곳은 전(田)이었고, 1994년 1월부터 하천으로 바뀌었다"고 설명했다. 또한 용답동 209번지는 이전에 답십리 100번지였으며 이 주소에 밭과 판자촌이 2000여평 있었는데 이 모두가 100번지였던 것이 밝혀졌다. 또한 국적을 상실한 사람이 12명이나 된다는 것에 대해서도 법무부 관계자는 "국적을 상실한 사람이 모두 3~4명씩 한 가족인 경우가 많았다"라고 해명했다. 이 논란은 국적 세탁 논란으로 번지기도 했으며, 법무부는 2010년 8월 "타블로의 본적지는 국적 세탁과는 관련이 없다"고 공식적으로 밝히기도 했다.[41]
- 그 외에 공개된 자료 : 타블로가 나온 모교의 요청에 의해 스탠퍼드 입학 공인서가 공개되었으며,[51] 스탠퍼드측은 타블로의 졸업사진, 졸업앨범도 공개했다.[52] 타블로의 스탠퍼드 재학시절 교수의 평가서와,[5] 경찰에 의해 학,석사 졸업장도 공개되었다.[53] 2007년 9월로 발급일자가 기록된, 타블로의 캐나다 여권도 공개되었다.[54] 타블로가 초등학교 시절 발급받은 캐나다 여권도 공개되었다.[55]

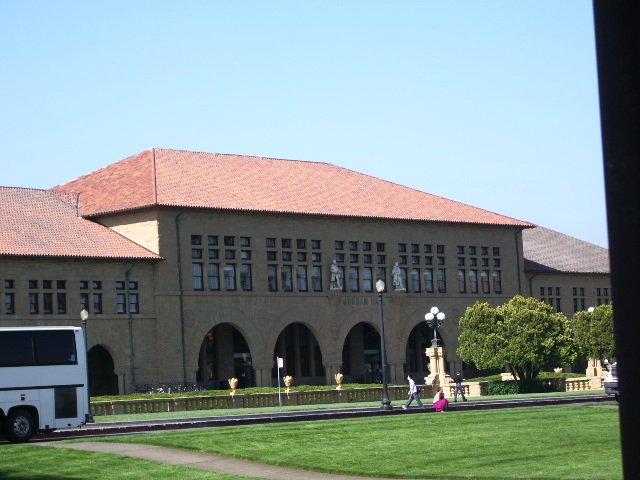
스탠퍼드 대학교 영문학과 건물

오프라인에서도 대립이 이어졌다. 타블로의 스탠퍼드 동문들은 타블로의 학력이 진실이라며 구명운동을 벌이기도 했으며, 타블로의 학력에 의혹을 제기하는 일부 누리꾼들은 8월 중순부터 서울 명동과, 관악구의 신림역네거리, 동작구 사당역 앞 등에서 1인 시위를 이어나가기도 하였다. '상진세' 회원들은 대한민국 경찰의 수사결과를 믿지 못하겠다며 미국의 FBI에 수사 의뢰를 논의하기도 했다.

## MBC 스페셜 방송
MBC 스페셜은 타블로의 학력 의혹 사건이 왜 이렇게 오랫동안 지속되어 왔는지 분석하는 내용을 취재하여 10월 1일 , 《타블로 스탠퍼드 가다》편을 방송하였으며, 8일에 2부가 방송되었다. 이 방송에서 타블로는 MBC스페셜 제작진과 스탠퍼드 대학교를 동행하였다. 이에 대해 인터넷 카페 《상식이 진리인 세상》측은 MBC가 타블로측에 일방적인 편을 들어주고 있다고 주장하며 방송금지 가처분 신청을 하였다. 그러나 법원은 "별 문제가 없을 것으로 본다"며 기각했다.
10월 1일과 8일에 방송된 MBC 스페셜에서는 타진요 운영진 '일하'와, '진실이궁금'등의 닉네임을 가진 누리꾼들도 인터뷰에 응했다. 이들은 "스탠퍼드가 SAT 만점을 받아도 떨어질 수 있는 곳"이라며 타블로가 스탠퍼드 대학교에 입학 자체를 하지 않았다고 주장했다.
타블로와 측근들에 대한 인터뷰도 방송되었다. 에픽하이의 멤버 미쓰라 진을 비롯한 타블로의 측근들은 인터뷰에서 타블로가 학력을 증명하는 것 자체에 대해서 매우 수치심을 느끼고 있다고 심정을 전하며 타블로가 "여기 앞에 있는 컵을 컵이라고 설득하고 있는 기분"이라고 말한 것을 전했다. 타블로와 함께 생활했던 스탠포드 졸업생은 인터뷰에서 타블로의 성격과, 별명, 성적 등에 관한 기억을 말했으며, '주디 켄델' 스탠포드 대학교 대학원 행정직원은 타블로를 반갑게 맞아주며 인사를 하기도 했다.
방송이 나간 후 “타블로가 그간 고생이 많았다.”며 타블로에게 위로와 신뢰를 보내는 반응이 많았으나, 일부 누리꾼들은 “교묘한 편집"이라며 의혹의 시선을 거두지 않았다. 실제로
이날 방송은 큰 관심을 모았다. 시청률 12.3%로 동시간대 1위를 기록하였는데, 이는 심야 시간대인 11시에 하는 방송중에서는 이례적으로 높은 수준이다.
10월 21일, 《MBC 스페셜》은 타블로의 지도교수와 지인들을 인터뷰한 미공개 영상을 홈페이지에 공개하였다. 이 영상에서 스탠퍼드의 사법책임자는 "타블로는 아시아 학생센터 활동에서도 간부역할을 맡고 있었다. 타블로는 에너지가 넘치는 의욕적인 학생이었다"라고 증언했다.
한편 MBC스페셜 방송은 몇가지 논란을 일으켰다. 이날 방송된 내용중 "교수"라고 자막이 나온 주디 캔델은 행정직원으로 드러났다. MBC 스페셜 제작진은 인터넷 게시판에 "주디 캔델은 영문과 교수가 아닌 스탠퍼드 대학원 석박사 과정의 관리자(administrator)이기에 이를 정정하고자 합니다."라는 착오를 인정하고 공지문을 게시했다.
- 동상-생각하는 사람 논란

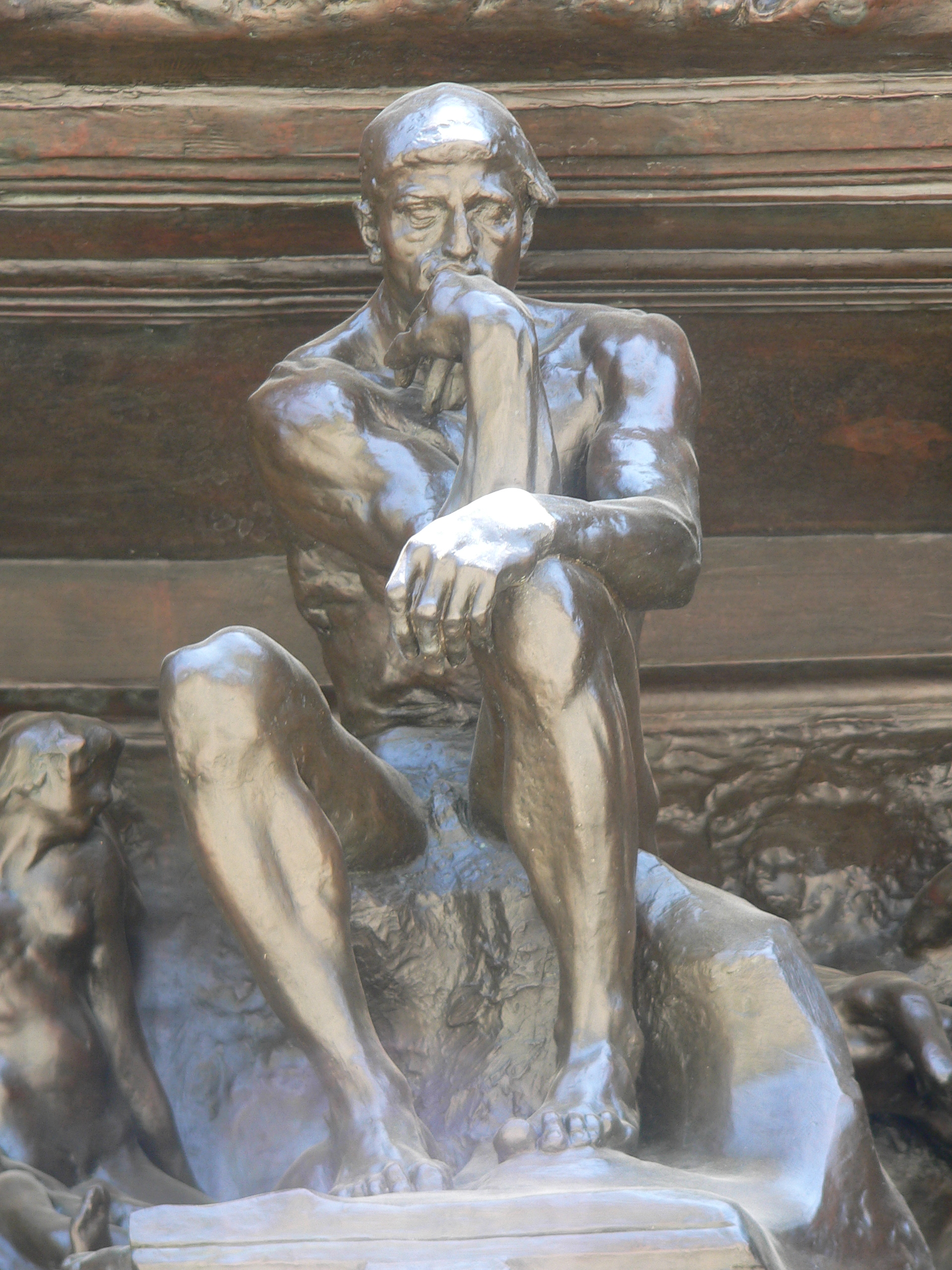
생각하는 사람 (스탠퍼드 대학교 소재)

방송에서 타블로가 MEYER 도서관 앞 야외 교정을 가리키며 "동상이 있었는데 지금 없네요"라고 말한 것도 누리꾼들 사이에서 논란이 일어났다. 타블로가 주장하는 재학시기와, 로댕의 '생각하는 사람'동상(Rodin's The Thinker)이 MEYER 도서관 앞에 실재로 존재하던 시기가 불일치한다는 것이다.

## 스탠퍼드 대학교의 입장
이렇게 타블로 관련 의혹이 사그라들지 않고 논란이 커지는데 대해 스탠퍼드측도 관심을 가졌다. 스탠퍼드 학내 소식을 전하는 '스탠퍼드 대학 뉴스'도 타블로의 학력위조 논란을 보도했다. 이 언론은 "교무부장 토마스 블랙과 영문학과 교수 토비아스 울프 교수가 여러차례 타블로의 졸업사실을 인증하는 서신을 보냈지만 한국 누리꾼 사이에는 여전히 루머가 사라지지 않았다"라며 타블로가 스탠퍼드를 졸업한 것이 맞다고 보도했다. 또한 9월 28일, 스탠퍼드 대학교의 교내신문이 다시 한 번 타블로의 학력의혹 논란을 보도했다. "한국의 팝스타 스탠퍼드 학력 관련해 싸우다"라는 제목의 기사에서 스탠퍼드 교무부장인 토마스 블랙은 "나는 타블로의 성적증명서 사본까지 공개했다. 그러나 이는 문제를 해결하지 못했고 결국 타블로의 출석, 졸업 증명서까지 공개했다."라며 타블로의 학력 의혹을 일축했다. 그는 또 "일부 사람들이 이를 믿지 않는 것은 그들이 증거를 받아들이지 않기 때문"이라고 지적했다. 블랙은 "타블로의 성적 증명서 등 자료를 들고 미국법원, 한국법정, 국제법정이라도 설 것"이라고 말하며 그의 학력에 신뢰를 보냈다. 또한 교무과는 타블로의 졸업사진도 공개했으며, 린다 프레스 교무과 대변인도 언론과의 인터뷰에서 "우리 학교 졸업생의 명예를 지키기 위해 필요한 모든 조치를 취하고 있다"고 말했다.
이렇게 타블로는 학력이 진짜라고 주장하며 직, 간접적으로 여러 가지 증거를 공개하였으며 스탠퍼드 교수들을 비롯한 관계자들 복수가 타블로가 스탠퍼드에 재학한 사실을 증언하면서 논란이 사그라들 것으로 보였으나 의혹을 제기하는 누리꾼들은 조작 가능성을 지속적으로 제기하였고《타블로에게 진실을 요구합니다》카페는 회원 13만명을 돌파했으며, MBC 스페셜 방송 직후 17만명을 돌파했다. 대다수의 언론들은 타블로측에 비중을 두고 보도하였고 일부 언론은 누리꾼들을 '악플러'라고 부르기도 했다. 이렇게 언론들이 타블로의 주장에만 비중을 두고 보도하는데 대해 일부 누리꾼들은 "학력 컴플렉스와 집단최면에 빠진 한심한 악플러들일까? 누리꾼은 바보가 아니다"라고 항변하며 타블로가 '언론 플레이'를 하고 있는 것 아니냐는 의혹을 제기하기도 했다.
2011년 7월에는 스탠퍼드 대학교의 매거진이 이 사건을 심층 보도했다. 매거진은 "다니엘 리의 박해(The Persecution of Daniel Lee)"라는 기사에서 타블로의 동명이인이라고 알려진 '다니엘 리'의 인터뷰를 보도해 눈길을 끌었다. 다니엘 리는 2002년 스탠퍼드에서 학위를 받았지만 영문학 학사 및 석사 학위를 받은 타블로와는 달리 기계공학 전공에서 석사 학위를 취득했다. 다니엘 리는 인터뷰에서 "언젠가부터 한국인 래퍼가 내 아이디를 도용하도록 허락했다며 분노에 찬 한국인들의 메일이 오기 시작했다"며 "그들이 무슨 이야기를 하는지 도통 알 수가 없었다"고 말했다고 보도했다. 매거진은 또한 "당시 타블로는 인기 가수라는 것이 무색할 정도로 경직됐고 무대에 대한 공포심이 있어 보였다. 타블로는 유일한 무기인 진실을 위해 싸워왔다"고 평가했다.

## 타진요에 대한 비판
'타진요'에서는 MBC 스페셜 방송 이후에도 "의혹을 종식시킬만한 증거는 나오지 않았다"는 주장과 함께, 여전히 출입국증명서와 졸업증명서, 외국인이 미국대학을 수학하기 위해 받아야 하는 I -20 비자 등의 공개를 요구하고 있다. 이에 대해 눈에 보이는 증거가 나와도 믿지 않는다는 지적도 나오고 있다. 스탠퍼드 대학교 영문학과 토비어스 울프 교수는 MBC와의 인터뷰에서 "타블로와 관련해서 100여통 이상의 이메일을 받았으며, 그중 일부는 상당히 공격적이고 모욕적이었다"고 말했다. 울프는 또한 "자신이 가짜라는 이메일을 받았을 때 매우 황당하고 화가 났다"고 말했다. 토마스 블랙 스탠퍼드 교무과장도 "모든 서류가 일치하는게 전부 음모인가? 벌써 10~15번 입증했으며 불쾌하다"라는 반응을 보였다.
이렇게 광범위한 조작 의혹이 제기되자 타진요를 비판하는 누리꾼들은 '축구선수 이청용을 의심해보자'는 패러디를 만들기도 하였다. 이들은 이청용의 볼턴 원더러스 유니폼에는 'CHUNG-YONG', 'C.Y. LEE'로 되어있다가, 국가대표팀 유니폼에는 'CHUNGYONG'이라고 써있다는 점을 지적하며 이청용의 주민등록증과 여권, 영국 취업비자 등의 공개를 요구하며 비꼬았다. 타진요가 오프라인에서 행동한 것들에 대한 문제점도 제기됐다. 타진요 회원들은 타블로의 어머니가 운영하는 미용실에 찾아가 항의하기도 했으며, 타블로의 형 데이브가 올린 중고장터 글을 캐내 집주소와 거래물건 등을 공개하기도 하였다. 타블로의 변호를 맡은 표종록 변호사는 "이들이 인터넷에서 데이브를 죽이자는 말도 서슴없이 했으며, 결국 형은 다른곳으로 이사를 갔다"고 밝혔다. 또 "어머니도 미용실을 그만 둘 생각을 하고 있으며, 법원 관계자를 사칭해서 누나의 집주소를 물어가기도 했다"고 증언했다.
타진요 회원들의 철저한 익명성에 대한 비판도 제기되었다. 10월 1일과 8일에 방송된 MBC 스페셜에서 타블로의 스탠퍼드 동문들과, 측근들, 타진요에 글을 올렸다고 주장하는 스탠퍼드 재학생 등은 얼굴과 실명이 모두 공개되었으나, 타진요 회원들은 모자이크 처리하여 방송되었다. 이에 대해 언론들은 "타블로를 연예인이라는 이유로 공개된 도마 위에 올려놓고 가족들의 사생활까지 두들기면서 정작 타진요 측은 방송 모자이크와 인터넷 익명으로 철저히 자신들을 숨기고 있다"고 비판했다.
타진요 카페의 운영방침도 논란이 되었다. 실제로 스탠퍼드 대학교에 다니는 한 학생이 타블로의 학력 논란에 대해서 반박하는 글을 올리자 곧 삭제당한 후 추방 당했다고 진술했으며, 제작진도 이를 확인하기 위해 "냉정하게 생각해봅시다"라는 제목으로 '타블로 사건을 좀더 신중하게 생각해보자'라는 내용의 글을 올리자 15분만에 삭제된 후 추방되었다. 이에 대해 타진요 운영진은 MBC 스페셜과의 인터뷰에서 ""일명 '물타기'와 논점 흐리기를 시도하는 알바들의 유입을 방지하기 위함이며, 기본적으로 카페 개설 취지가 의혹에 있기 때문에, 타진요에서는 타블로의 학력 의혹에 대한 의견만 제시되었으면 한다"고 말했다. 타진요 카페가 개인의 사생활에 지나치게 간섭하고 있으며 터무니 없는 음모론을 제기하고 있다는 주장도 제기되었다. 한 누리꾼은 "학력 하나 인정해주기 싫어서 타블로가 공중파 방송국을 매수할 능력이 있다고 믿는 집단"이라고 비판하기도 했으며, "카페 매니저 '왓비컴즈(whatbecomes)'를 중심으로 모인 사이버 종교모임 같다"는 지적도 제기했다. 타진요 회원들이 전문가들의 검증을 거친 타당한 의혹을 제기하고 있는게 아니라, 근거없는 통신만을 이용하여 소모적인 논쟁을 제기하고 있다는 비판도 제기되었다. 실제로 스탠퍼드에 다니는 재학생은 '타진요에 제기되는 것들은 반은 맞고 반은 틀린 것'이라고 지적하기도 했다. 이런 문제가 제기되면서 타블로의 학력 의혹에 대해서 반박하는 《타블로의 진실을 알려드립니다》카페도 개설되었고, 타진요와, 상진세에 대해 사과를 요청하는 서명이 진행되기도 하였다.
2010년 10월 12일에 네이버는 타진요 카페에 대해 관련 약관에 따라 접근 제한 조치를 하였다. 이에 대해 네이버에서는 카페 개설자인 왓비컴즈가 타인의 주민등록번호를 도용하여 카페를 개설하였고, 명의를 도용당한 피해자가 관련 서류를 제출하며 카폐 폐쇄를 요청했기 때문이라고 밝혔다. 타진요 (타블로에게 진실을 요구합니다) 카페 운영진 측은 "갑작스런 카페 폐쇄로 임시 카페를 개설했다"며 곧바로 타진요2이라는 임시 카페를 만들었고 타진요 운영진 측은 "네이버가 말한 명의도용은 개인의 활동만 제한할 수 있다. 네이버 스스로 약관을 위배한 셈"이라고 주장하였다.

### 왓비컴즈에 대한 논란
타진요 카페의 개설자이자, 운영자인 왓비컴즈(whatbecomes)에 대한 비판도 제기되었다. 일명 '왓비'라고 불리는 이 누리꾼은 MBC 스페셜 제작진이 스탠퍼드에 가기 전 이메일을 보내 함께 동행하자는 취지의 메일을 보냈으나, 이후 제작진이 제의를 하자 자신을 매수하거나 암살 등의 이유를 동행할 수 없다는 입장을 밝혔다. 그 후 왓비는 타블로와 MBC 스페셜 제작진이 스탠퍼드에 동행하여 취재하는 모습을 카페에 올리며 "왜 나와 함께 가지 않았느냐, 타블로가 MBC를 매수했다"는 등의 모순된 글을 작성하기도 하였다. 또한 타진요가 타블로의 가족들에 대한 의혹까지 제기하며 개인신상을 공개하는 것에 대해 지나치다는 비판도 받고있다. 왓비는 또한, 자신이 ‘해병대를 제대하였고 현재 미국에 거주하며 많은 나이의 남성’이라고 여러 사이트에 글을 남긴적이 있으며, 심은하, 노현정, 고현정, 김태희, 송윤아, 윤아 등 여러 여성 연예인에 음담패설 등 안티활동을 한 적이 있으며, 이러한 악플들에 대해서 왓비는 MBC 제작진에 보내온 이메일에서 "일단 유명해져야 타블로와 싸울 수 있다고 판단했다. 타블로의 학력이 사실이라면 감옥행이라도 불사하겠다"라고 말했다. 이 외에도 '왓비'는 타진요 카페에 "나 혼자 타블로와 소속사, 가족, 변호사들을 상대할 수 있다. 내가 어떤 사람인지 잘 몰라서 타블로가 깝치는데 저는 미국에서 유명한 사람이다. 나중에 내가 누구인지 알게되면 이명박 대통령도 나에게 인사해야 한다. 우리카페 회원님들 건들면 얼마 못가서 변호사 사무실 문닫아야 한다"라는 글을 작성하기도 하였다. 이에 10월 3일, 이외수는 왓비컴즈가 과거에 썼던 글들을 인용하며 "어떤 근거로 왓비컴즈가 이런 주장을 하는 지 모르겠지만 다소 과장되거나 잘못된 주장일 수도 있어 보인다", "자신을 독립투사로 생각한 일종의 패해망상증을 가진 말로 오해받을 수 있겠다"며 우회적으로 비판하였고 "정말 떳떳하다면 왓비컴즈도 자신의 신분과 얼굴을 투명하게 밝히고 결정적 증거도 공개하는 것이 좋지 않나 싶다"고 밝혔다. 왓비의 언행이 일치가 되지 않는다는 문제도 제기됐다. 타블로가 법적 조치를 취한다고 밝히자, 왓비는 자신이 의뢰할 한인 변호사의 주소와 전화번호를 공개했고, MBC가 이 전화번호로 전화를 걸자 3개의 번호 모두 없거나 잘못된 번호였다. 또한 제작진이 같은 이름의 변호사를 찾아 연락을 시도했으나, 그 변호사는 타블로 사건을 전혀 알지 못했고, 자신과 관련 없는 일이라고 말했다. 경찰은 왓비에 대해서 체포 영장을 발부할 것이라고 밝혔다.
왓비는 2010년 10월 9일 카페 매물 게시판에 카페를 판매한다는 글 올리기도 했다. 그는 "회원수 19만 명이다. 올해 5월에 만들어서 19만 명됐다. 이제 곧 20만 명 될 것 같다. 회원들 활동은 활발하고 여러 분야에 관심 있는 회원들도 많다"고 자신의 카페를 소개하며 이어 "카페 스태프들도 매니저의 말을 잘 듣는다. 회원들도 매니저나 스태프들을 잘 따르는 편이라 카페 내에선 다툼이나 분쟁 등 골칫거리 문제들은 없다"고 덧붙였다. 끝으로 그는 "현재 해외에 거주 중이라 전화로 하기 보다는 쪽지나 메일로 보내주길 바란다. 최대한 빨리 판매되길 원한다"며 '왓비컴즈'의 메일 주소를 기재해 놓았다. 그러나 이 판매글 역시 어느 누리꾼에 의한 조작이라는 주장이 제기되었다. 이후 타진요 관리자 왓비컴즈를 비판하는 카페 "왓진요"(왓비컴즈에게 진실을 요구합니다)가 개설되어 회원수가 12000명에 달하고 있다.
10월 11일 왓비컴즈(whatbecomes)는 시카고 중앙일보와의 인터뷰에서 "한국 경찰과 한 방송이 타블로의 학력이 사실이라고 인정한 만큼 나도 인정하겠다" 며 "더 이상 타블로에게 학력 인증 요구를 않겠다" 고 말하며 고소 취하를 요구했다. 왓비는 또한 "결과가 이렇게 나온만큼 앞으로는 대한민국 일에 관심을 갖지 않겠다. 한국과 연을 끊고 타지역으로 조용히 떠나겠다" 고 말했다. 왓비는 이어 "하루에 수천통의 이메일과 편지가 왔다. 이들이 진짜 악플러다."라며 진실을 밝히려는 사람은 악플러가 아니다라고 주장하며 자신의 행동의 잘못에 대해서는 시인하지 않는 모습을 보였다. 이에 대해 타진요 회원들은 "이번 논란에 대해 가장 잘 알고 있는 사람이 갑작스럽게 빠지게 되니 불안하다"라는 반응을 보이면서도 "왓비님은 지금까지 할 일 다 해주시고 떠나시는거라 생각합니다. 한국 국적을 가진 저희들의 할일만 남은거겠죠"라며 계속 의혹을 제기해 나갈 것이라는 반응을 보였다. 그러나 10월 12일 왓비는 카페에 올린 글에서 "저를 고소취하 하라고 한 말이 아니고 우리 회원들을 고소 취하하라고 한 것"이라는 글을 올리며 인터뷰 기사에 대해 반박하기도 했다. 한편, 왓비가 카페 매니저를 그만둔 이후로 '타진요마스터'가 매니저를 맡게 되었다.
일각에서는 이 모든 것이 왓비컴즈의 두 딸이 스탠퍼드 대학교 의과대학에 탈락했는데 가수 타블로는 스탠퍼드 대학교 영어영문학과, 그것도 석사학위로 졸업했다는 것에 대해 '딴따라 주제에 명문대 출신'이라는 것에 대한 시기와 질투에 의해 이런 일을 벌였다는 의혹을 제기하기도 했다. 왓비컴즈는 자신의 두 딸이 존스홉킨스 의과대학을 졸업했다고 주장하고 있으나 실제로는 그 중 한명이 존스홉킨스 학부를 수료했을 뿐이라고 밝혀졌다. 이로 인하여 왓비컴즈와 타진요는 공분을 사고 있다.

## 경찰 조사와 재판
타블로는 학력 위조 논란과 관련해서, "정도를 넘은 누리꾼들을 포함한 연관있는 누리꾼들을 명예 훼손으로 법적 대응할 예정"이라며 8월 30일, 누리꾼 22명을 명예훼손혐의로 고소했다고 밝혔으며, 10월 11일에는 누리꾼들을 추가로 고소하겠다고 밝히며 강경한 입장을 밝혔다. 이에 대해 인터넷 커뮤니티 《상식이 진리인 세상》회원들은 "동명이인 사칭 가능성"과, "전산기록 조작 가능성"에 대해서도 의혹을 제기하며 서초경찰서에 공개적으로 고발장을 접수하면서 법정 공방으로 이어지게 되었다. 이에 대해 서초경찰서는 "학력 부분에 관해서 출입국 기록도 확인했고, 쟁점 부분에 대해서 자세하게 분석을 했고, 타블로의 학력은 사실임이 밝혀졌다"고 밝히며 타블로의 학,석사 졸업장도 공개했다. 이후 경찰이 왓비컴즈에게 전화를 하여 출석 요구를 한 결과, 범행 사실에 대해서는 시인했으나, 출석할 생각이 없다는 입장을 밝혀왔으며, 구치소에 수감된 친구의 명의를 도용하여 카페 매니저 활동을 해온사실과, 아이디 2개를 더 개설해 사용해온 사실도 드러났다. 이 과정에서 왓비는 50대 후반의 미국 국적을 가진 남성임이 밝혀졌다. 경찰의 출석 요구에 왓비는 반대 입장을 보였으며, 경찰이 인터폴을 이용하여 체포를 하겠다고 밝히자 카페 매니저를 그만둔다는 입장을 밝혔다. 타진요 회원들은 경찰 조사 결과 발표에 대해서 "경찰의 편파적인 태도에 우려를 표하지 않을 수 없고 다시 한번 공정한 수사를 촉구한다"라며 따로 변호사를 선임하여 계속 의혹을 제기해 나갈 것이라고 밝히면서도 경찰의 조작, 매수설을 주장하기도 했다. 12월 9일 타진요의 운영자 왓비컴즈에 대해서 체포영장이 발부되어 국제공조를 통해 검거에 들어갔다. 이후 11월 10일 수사는 종결되었고 타진요 회원 등 12명을 정보통신망이용촉진및정보보호등에관한법률상명예훼손 혐의로 기소하고, 소재가 파악되지 않은 4명에 대해서는 전국에 수배 조치를 내리고, 아예 신원 파악이 안되는 2명에 대해서는 기소 중지 처분을 내렸다. 검찰은 "무차별적 비방과 허위사실 유포로 타블로 개인과 가족의 사생활을 파괴하고 사회 전체에 악영향을 끼친 범행이므로 엄벌의 필요성이 있다"고 강조했다. 이후 서울중앙지검이 수사를 맡아 왓비컴즈에 대한 소환이 추진되고 있으며 2011년 2월 현재 법무부는 범죄인 인도 요청에 관한 문건을 작성해서 외교부가 미국에 전달하는 과정에 있다. 그러나 왓비컴즈를 소환하기 까지는 시간이 꽤 걸릴것으로 예상된다.
타블로에 대한 명예 훼손 혐의로 입건된 이들에 대한 재판이 진행 중인 가운데, 타진요 회원들이 타블로의 입학허가서·졸업증명서 등 타블로의 학력 검증에 필요한 원본 서류 제출을 요구했다. 검찰과 법원은 이들의 요구를 받아들여 서류를 입수하는 과정을 거치고 있다. 2011년 7월 22일 열린 4차 공판에서 서울중앙지법 형사 14 재판부는 "법원에서 미국 스탠퍼드 대학에 요청한 입학허가서·졸업증명서 등 타블로의 학력 검증에 필요한 원본 서류가 6개월 후에 도착할 예정"이라며 “정상적인 재판 진행이 어려워 오는 2011년 12월 16일로 4차 공판을 연기하겠다"고 설명했다.
2010년 10월 12일 타진요와 함께 타블로의 학력에 의혹을 제기해오던 《상식이 진리인 세상》은 타블로에 대해서 고소를 취하한다는 입장을 밝혀왔다. 고발인중 한 명은 "경찰의 수사결과를 수긍하고 타블로와 네티즌 모두 자기 위치로 돌아갔으면 하는 바람에서 고발을 취하했다"라며 타블로에게도 고소를 취하할 것을 요구해오면서 '왓비'의 잠적, 패배 인터뷰 이후로 학력 논란이 급격하게 소강되는 모습을 보였다. 결국 2010년 10월 22일, 타진요와 함께 의혹을 가장 활발하게 제기해오던 《상식이 진리인 세상》은 카페를 폐쇄했다. 이들은 카페 화면에 공식 사과문을 게재하며 "좋든 싫든 공권력(경찰)이 검증을 하고 발표를 한 이상 받아들일 수밖에 없다"며 폐쇄 이유를 밝혔다. 이들은 또한 "카페를 자진 폐쇄함으로써 조금이라나 치유가 되기를 바란다"며, 피소된 누리꾼들에 대한 선처도 요구했다. 상진세의 갑작스런 폐쇄에 대해 타진요 회원들은 당황한 기색을 보이면서도 "상진세가 타블로 측으로부터 매수됐다" "애초부터 이렇게 폐쇄하려는 시나리오가 있었다"라는 주장을 제기하며 자신들의 주장을 굽히지 않았다. 이에 대해 누리꾼들과 언론들은 "떼쓰는 아이같다", "그들의 발악은 어디까지 이어질까"라며 비판적인 시각을 보이기도 했다. 이렇게 돌고 도는 비슷한 근거없는 매수설, 음모론이 더 이상 새로운 것이 없다고 느낀 누리꾼들이 많아져, 회원수 20만명의 타진요1이 폐쇄된 이후로 타진요2가 개설됐음에도 불구하고 회원수는 이전보다 훨씬 적은 4만명 수준을 유지하고 있다.
2012년 대한민국 법원에서 미국의 스탠퍼드 대학교로 요청한 타블로의 졸업장이 도착하면서 재판이 진전되었고 7월 7일 타진요 회원 2명에 대해 징역 10월의 실형을 선고했다. 재판부는 "법원에서 공문으로 요청하여 회신받은 이선웅의 입학 서류를 포함하여 공적․사적 기관들의 확인 등 학력을 입증할 수 있는 거의 모든 자료들이 제출되어 모두 이선웅의 학력이 진실임을 입증하고 있는데도, 피고인들은 이조차도 모두 해킹에 의하거나 학력브로커에 의한 조작이라며 믿을 수 없다고 하고 있어, 죄질이 매우 불량하다."고 하였다. 또한 "대중은 관심의 대상인 연예인에 대해 표현할 수 있는 자유가 있고 연예인은 어느 정도 이를 감수해야 하지만, 원 씨 등은 단순한 의견 제시나 비판을 넘어 악의적·지속적으로 타블로와 그의 가족을 비방했다”고 양형 이유를 밝혔다. 이어 “타블로의 연예활동을 위축시키고 심리적, 사회적으로 큰 피해를 입혔으며, 피해자가 입증 가능한 모든 자료를 냈음에도 해커와 브로커의 짓이라며 믿지 않는 등 죄질이 나쁘다"라며 실형선고의 이유를 설명했다. 하지만 타진요 회원 한 명은 이에 불복하여 항소하였다. 한편, 타진요 회원중 한 명은 8월, 재판부에 선처를 호소한다는 내용의 반성문을 제출했다.

## 각계 반응
- 힙합 듀오 슈프림팀의 멤버 '사이먼 도미닉'은 자신의 트위터에서 "타블로 형 힘내요 진실은 이기니까요"라는 말과 함께 "오늘도 난 어제처럼 힙합이나 해야지"라며 타진요를 우회적으로 비판했다. 사이먼 도미닉의 이러한 비판은 MBC 스페셜에서 타진요 회원들이 나와 "공부 안하고 만날 놀고, 힙합이나 하고 다니고 그러다가 한국에서 유명해지고"라며 힙합가수들을 비하한 발언을 의식한 것으로 해석됐다.[126] 사이먼 도미닉 외에도 많은 힙합 가수들이 "힙합이나 해야지"라는 발언을 하여 우회적으로 타진요를 비판했다.
- 미국의 배우 애쉬튼 커쳐는 트위터를 통해 "내가 타블로를 옹호한다는 점을 알아줬으면 좋겠다. 그에 대한 악마의 시선이 다 사라졌으면 좋겠다."라고 타블로에게 지지하는 발언을 하였다.[127]
- 가수 주석은 "MBC스페셜 타블로편"의 방송시간 직후에, 자신의 트위터에 "이미 XX인걸 알아버린 사람이라 꼴보기 싫다. 많은 이들이 옹호해주는걸 보니 그 XX도 참 이미지 메이킹 잘한다"다는 글을 써놓아 타블로를 비판한 것으로 보도되기도 했다.[128] 또한 이 발언은 많은 힙합 팬들과 네티즌들의 질타를 받기도 했다.
- 문화 평론가 조우석은 "(타블로의 책)『당신의 조각들』을 읽으며 마음이 무거웠다" 라며, '악문(惡文) 모음집 아니야?'싶은 수준의 문장은 차라리 모래를 씹는 맛이다. 스토리도 그랬다. 종합해 판단하자면 작품 이전이요, 습작 수준이 분명하다"며 타블로가 명문 스탠포드대학교 영문과를 나올만한 실력을 근본적으로 갖추지 못했다는 비판도 제기됐었다.[129][130]
- 이명박 대통령은 "젊은 친구가 얼마나 힘들었겠느냐"라며 "부당한 인터넷 마녀사냥으로 인해 선의의 피해자가 나오지 않도록 세심하게 신경써야한다"라고 말했다.[131] 이후 김준규 검찰총장은 "진실이 밝혀져도 (허위사실 유포자는) 부끄러워할 줄 모르고, 사회에도 막말과 거짓말이 만연돼 있어 기준을 검찰이 제시해야 하는 거 아닌가 생각한다"라며[132] 학력위조 의혹을 제기한 누리꾼들에 대해 대응책을 강구하겠다는 입장을 밝혔다.[133]
- 박준선 한나라당 의원은 "한 사람의 인간성이 말살되는 듯한 느낌이 들었다. (TV를 보니) 살아있지만 거의 산 사람이 아니다. 눈빛을 보면 거의 맛이 갔다"라며 누리꾼들에 대한 비판에 가세했다.[134]
- 탤런트 유아인은 "우물에서 바라 본 하늘은 개인의 사실이지 세상의 진실이 될 수 없다."라며 "사건은 끝나도 상처는 아물지 않고 현상은 계속될 것이다"라고 씁쓸함을 드러냈다.[135]
- 2012년 4월, 미국의 IT 전문 월간지 '와이어드(WIRED)'는 타진요와 타블로의 학력 의혹에 대해서 보도했다. 와이어드는 타블로의 학력 의혹을 취재한 후 타블로가 거짓말을 하지 않았으며 그의 학력은 진실이라고 결론을 내렸다. 이를 취재한 기자 '조슈아 데이비스'는 "리(타블로)는 정말 스탠퍼드에서 3년 6개월 만에 두 개의 학위를 수료하며 졸업했다. 학점은 전교에서 톱 15% 중 한 명이었다"며 "리가 학력에 대해서 거짓말하지 않았다는 것은 팩트(fact)"라고 말했다. 기자는 이어 "사람들이 내세우던 다양한 증거들은 모두 거짓이었다. 이 일은 온라인 마녀사냥이었고 지난봄 나는 이런 일이 왜 일어났는지 발견하려고 나섰다"라며 취재 동기를 밝혔다. 와이어드는 영국, 이탈리아, 일본, 독일 등의 언어로 번역되어 출판되고 있는 잡지다.[136]

## 사건에 대한 분석
타블로 가족들의 화려한 스펙은 주목을 끌기에 충분했다. 어머니 김국애는 미용실 원장이며, 대한민국내 미용 대회에서 금메달을 수상한 바 있고, 아버지 이광부는 서울대학교를 졸업했으며, 누나 이선주는 코넬대학교를 졸업한 후 미국 테네시주 변호사로 재직중에 있다. 그러나 타블로의 형 데이브의 EBS 방송사 학력기재란에 컬럼비아대학교 석사 수료가 허위로 밝혀지고, 어머니 김국애가 스위스 미용대회 금메달 수상이 잘못되었다는 것을 밝혀내면서 타블로에 대한 의심이 시작되었다. 타블로가 스탠퍼드 대학교를 3년 반만에 석사 졸업까지 우수한 성적으로 졸업했음에도 불구하고 힙합가수로 활동한다는 사실이 누리꾼들의 호기심을 자극했다는 분석도 있다.
MBC는 신정아 학력 위조 사건 이후로 "학력은 쉽게 속을 수도, 또 쉽게 속일 수도 있는 것이라는 학습 효과를 남겼다"고 분석했다. 하재근 대중문화평론가는 "우리 사회에 권위있는 것들에 대한 총체적인 불신이 있다"고 분석했고, 대중이 더 이상 유명인을 믿지 않으려는 방어 심리를 갖게 되었다는 분석도 존재한다. 타진요의 행동들에 대해서 민경배 경희사이버대학교 사이버사회연구소장은 "사람들은 자기의 행동이 정의를 실현하는 것이라는 신념을 갖고있다"며 "그러나 그것이 정말 정의를 위한 것인지, 아니면 타인에게 피해를 주는 것인지 객관적인 판단을 하지 못한다"라고 지적했다. 경찰의 조사와, 스탠퍼드 대학교의 문서 등 확실한 증거가 나왔음에도 믿지 못하는 이유에 대해서도 서울대학교 심리학과 곽금주 교수는 "자기가 이 사실을 믿고 있으면, 그게 아니라는 정보가 있어도 걸러낸다"며 "자신이 믿는 정보만 받아들이게 된다"라고 분석했다. 연세대학교 심리학과 황상민 교수도 "이번 논란의 핵심은 진실이 아니라 자신이 믿고 있는 것만 믿겠다며 스스로 정당성을 부여하는 행위"라고 말했다. 조근호 을지대병원 정신과 교수는 "만약 학력이나 다른 사람에 대해 의심하는 증상이 심할 경우 일종의 피해망상으로 볼 수 있다”며 “자신의 생활을 포기하면서까지 다른 사람에게 피해를 입히는 정도라면 쉽지 않지만 상담과 약물치료로 해결할 수 있다"며 치료를 권했다. 건국대병원 하지현 신경정신과 교수는 “18만여명이 다 타블로를 의심하는 것이 아니라 일부 누리꾼들이 여론을 이끄는 것”이라면서 “이들은 자료를 올리고 자신들의 논리적인 해석을 인정받게 되면 거기에서 쾌감을 느끼기 때문에 결국 공방 자체를 승리와 패배의 관점으로 보고 공격당하면 상실감을 느낀다.”고 말했다. 또 “결국 휴거나 황우석 사건처럼 끝까지 사실이라고 믿는 소수의 사람만 남게 될 것”이라며 " '타진요'의 핵심 멤버들은 세상의 이목을 집중시키고 다른 사람에게 존경이나 인정을 받아 본 경험이 없었을 것이란 생각이 든다"며 "지난 몇 달 동안 마치 세상의 중심에 선 듯한 착각 속에 성취감과 쾌감을 느꼈을 것"이라고 말했다. 스탠퍼드대의 각종 인터넷 자료를 뒤져 타블로의 학력을 인정했던 한 블로거(스누피박스)는 "이미 작정하고 공격하는 사람들에게 명문대 학벌과 캐나다 국적의 군미필자인 타블로라는 존재는 분노, 증오, 타도의 대상"이라며 "남의 일이라고 함부로 말하기 좋아하는 누리꾼들의 태도는 고쳐야 한다"고 비판했다. 문화사회연구소 관계자는 "한국 사회에서 성공했다는 젊은 층 대다수가 부모 등 집안 배경 덕을 보고 있는 데 대한 반감도 있었을 것"이라고 말했다.
타블로 사건처럼 집단 디지털 행동주의는 이전부터 지속적으로 이루어져왔다. 마녀사냥의 대표적인 형태인 일명 '신상 털기'의 피해자가 됐던 홍대 루저녀나, 경희대 패륜녀 사건 등을 예로 들 수 있다. 조화순 연세대학교 정치외교학과 교수는 "인터넷이 자동으로 자유와 행복을 약속한다는 생각은 지나치게 낭만적이었다."며 집단감성에 기초한 누리꾼들에 의해 지배될 때 이상은 멀어질 수 밖에 없다"고 지적하며 "일정한 인터넷 이용 규범과 규칙을 마련해 정보와 지식의 신뢰를 확보하는 것이 필요하다"고 지적했다.
왓비에 대한 정체를 아무도 알지 못하면서도 왓비를 전적으로 신뢰하는 타진요에 대한 분석도 있었다. 왓비는 타블로의 학력과 관련된 문서가 올라올때마다 조작했다고 주장했으며, 나름대로 근거도 제시했다. 민경배 경희사이버대학교 연구소장은 "왓비와 타진요의 소통은 사이비 교주들의 언어방식과 비슷하다"면서 "진실을 믿고 싶은 마음은 있고 신념이 흔들리는데, 그 시점에서 교주가 적절하게 방어해주고 대안 논리를 제시해주기 때문에 그 사람을 신봉하고 따르게 된다"라고 분석했다. 실제로 타진요의 운영진인 닉네임 '일하'는 "(타블로에 대해서)처음에 의혹을 제기해 주시고 계속 후원해 주신다는거 자체만으로도 충분한 존재가치라고 본다"고 말했다.
타블로의 학력 의혹들을 사실 확인도 없이 보도한 언론들의 문제도 있다고 지적됐다. 하재근 대중문화평론가는 "언론들이 팩트를 전달하지 않고 사실여부와 관계 없이 의혹들의 자극적인 부분들만 보도해나갔다"고 지적했다. 포털뉴스에 대한 지적도 제기되었다. 포털사이트와 언론사들은 클릭수가 많아질수록 광고 수익이 많아지기 때문에 언론들이 타블로와 타진요의 공방을 마치 '권투 중계' 하듯이 방관자 입장에서 보도하였고, 진실 규명을 위해 발로 뛰는 보도가 없었다는 것이다.
타블로는 자신의 소극적인 해명에 대해서도 입장을 밝혔다. 타블로는 "인터넷으로 대응하는 것보다 현실세계에서 가족들을 위로해주고 보호해주는게 가장 중요한 일이라 생각했기 때문에 인터넷에서 대응하긴 어려웠다"고 고백했다.

### 타진요의 주장
타진요측은 대한민국내 학력 위조자들이 5만명에 달한다고 추측하고 있으며 대부분은 기득권층이라고 말한다. 그러면서 이들 세력이 타블로의 학력 위조를 감싸주고 있다고 주장한다. 또한 스탠퍼드측이 적극적으로 사건을 조사하지 않는데 대해 대학의 명성이 떨어질 것을 우려하기 때문이라는 주장을 제기한다. 그러면서 타진요 반대 여론을 이용하여 진실을 덮으려 하지 말아야 한다고 주장한다.

## 학력 논란의 영향
타블로의 학력 위조 의혹은 가족 전체에 대한 논란으로 확산되었다. 아버지 이광부의 서울대 졸업 진위 여부, 어머니 김국애의 국제기능올림픽 금메달 수상 허위 논란, 친형 데이브의 브라운대 학사-컬럼비아대 석사 학위 허위 논란, 친누나 이선주의 코넬대학교 학위 조작 의혹 등이 제기되었다. 친형 데이브가 컬럼비아 대학 석사 학위를 취득한 사실은 학위 없음으로 알려졌으며, EBS측은 본사 홈페이지 "대표와의 대화" 코너에서 본사의 운영상 실수로 밝혔다.
그러나 타진요를 중심으로 의도적 허위 학력 기재라는 누리꾼들의 주장은 계속되고 있다. 결국 데이브는 EBS에서 진행하던 《스타 잉글리시》에서 하차했다. 일각에서는 실제 이선민의 잘못이 아닌데도 불구하고 EBS가 논란을 피하기 위해 출연 정지를 시켰다는 지적이 있다.
 반면에 데이브(이선민)의 주장에 대해 EBS강사 채용 과정을 설명하며, "교육자의 양심이 있었다면, 자신의 학력이 허위로 기재되었음을 알았을 때 즉시 수정을 하고 그간에 일에 대해서 본인의 입으로 사과, 설명이 있어야 했다."는 비판도 제기되었다.
타블로의 어머니 김국애가 스위스 미용 대회에서 금메달을 수상했다는 국민일보의 기사는 사실은 대한민국의 미용대회에서 금메달을 수상한 것이 잘못 보도된 것으로 드러났다.
한편, 타블로의 학력 논란이 증폭되면서 일부 누리꾼들이 제기한 표절 논란도 제기되었다. 이는 샘플링을 표절과 혼동하거나 저작권법에 대한 잘못된 이해로 인한 것으로, 대개 억지 주장이거나 샘플링인 경우이다. 타블로가 무단 샘플링을 했기 때문에 표절이라는 누리꾼도 있지만, 아직까지 타블로가 무단 샘플링을 했다는 증거는 없다. 논란 후 일부 곡에 대한 샘플 클리어가 알려지기도 했다.
《MBC 스페셜》출연 등 학력 위조 의혹이 제기된 이후로 타블로의 음악적 활동은 멈추었다. 타블로는 2011년 5월이 되어서야 스탠퍼드 아시안아메리칸학생연합 초청으로 강연을 하면서 대외적 활동을 드러냈다. 타블로는 "가족들 가운데 직업을 잃은 경우도 있었으며, 특히 아내와 딸까지 어려움에 처하는 상황이 고통스러웠다"면서 그동안의 힘들었던 생활을 이야기했다. 그는 "대학 강연과 함께 봉사활동을 할 예정"이라면서 "사회에서 (나와) 비슷한 고통을 당한 분들에게 힘을 줄 수 있는 일을 하고 싶다"라고 말했으나, 향후 음악활동에 대해서는 언급하지 않았다. 이에 대해 누리꾼들은 "티비에서 노래하는 타블로가 보고 싶다"라는 등의 반응을 보였으나, 타진요측은 "솔직히 말해서 경찰이 주어온 성적표 들거와서 억지로 맞다고 우긴가 아닌가" 등의 반응을 보였다. 타진요측은 "커뮤니티 단체에 불과한 아시안아메리칸학생연합의 초청 강연을 스탠포드대학교 공식 초청 강연인것처럼 포장했다"고 주장했다. 이후 5월 19일에는 카이스트를 찾아 '대학생들의 건강한 학교생활'을 주제로 강연했다. 이 자리에서 타블로는 "어항 주변에 사람들이 모여 언제 거꾸로 떠오를지 지켜보는 것 같았다"라며 자신의 심정을 토로했다. 타블로는 이어 "자꾸 무언가 빠진 듯한 느낌 때문에 음악을 다시 할 수 없을 것만 같다. 하지만 언젠가 음악으로 다시 찾아뵙지 않겠냐"라면서 향후 음악활동을 계속 하고싶다는 의지를 밝혔다. 이후 2011년 11월 1일, 솔로앨범 "열꽃"을 발매함으로써 음악을 다시 시작하였다.
한편 타블로의 학력위조 논란을 주도했던 타진요의 최고 운영자 왓비컴즈는 한동안 잠적 후 2012년 1월에 자신이 해병대 시절 사진을 공개하며, 타블로 뿐만이 아니라 스탠포드 대학교 한국 동문 460여명이 전부 학력 위조라 주장하고 나서고 있다.

## 관련 매체
- 《MBC 스페셜》 2010년 10월 1일, 8일 방송
- SBS 《한밤의 TV 연예》2010년 9월 30일 방송